# Rapalje
Rapalje (dt. „Radau“) ist eine Irish-Folk-Band aus Groningen in den Niederlanden.
Die Band spielt hauptsächlich Traditionals aus Irland, dem Vereinigten Königreich und den Niederlanden, hat aber auch einige eigene Stücke im Repertoire. Sie sind als Liveband bekannt und tragen auf der Bühne Kilts. Die Bandmitglieder sind Multiinstrumentalisten und haben ein eigenes Instrument entwickelt, die Gitouki, eine Mischung aus irischer Bouzouki und Gitarre. Ihre Auftritte werden gelegentlich von Tänzern begleitet.
Bandmitglied Dieb entwarf ein eigenes Tartan und ist somit das Mitglied des McTreashcaighn-Clans.

## Geschichte
Dieb und Maceál spielten bereits zusammen in einer Rockband. Die beiden entschlossen sich 1997, „keltische“ Folkmusik zu spielen, und gründeten das Duo Ruk en Pluk, mit dem sie eine Kassette unter dem Titel Celtic Folk Musik herausbrachten. Aus diesem Duo formierte sich dann, mit William, das Trio De Eikeltjes aldus Ronald, das mit Straßenmusik auch im Ausland auftrat. Später benannte sie sich in Klootjes Folk um, um schließlich zu Rapalje zu werden. Von dieser Besetzung erschienen seit 1997 fünf kurze CDs, zwei Studioalben, ein Album, das sich aus den ersten drei Kurz-CDs zusammensetzt, und eine Live-CD. Rapalje lernte David Myles 2003/2004 auf einem Festival für schottische Folkmusik kennen und nahm ihn sofort als Live-Musiker auf. Seit dem 1. Januar 2009 ist er festes Mitglied von Rapalje.
Im April 2022 wurde bekanntgegeben, dass der seit langem an Long COVID erkrankte Dieb die Band aus gesundheitlichen Gründen verlassen hat.

## Mitglieder

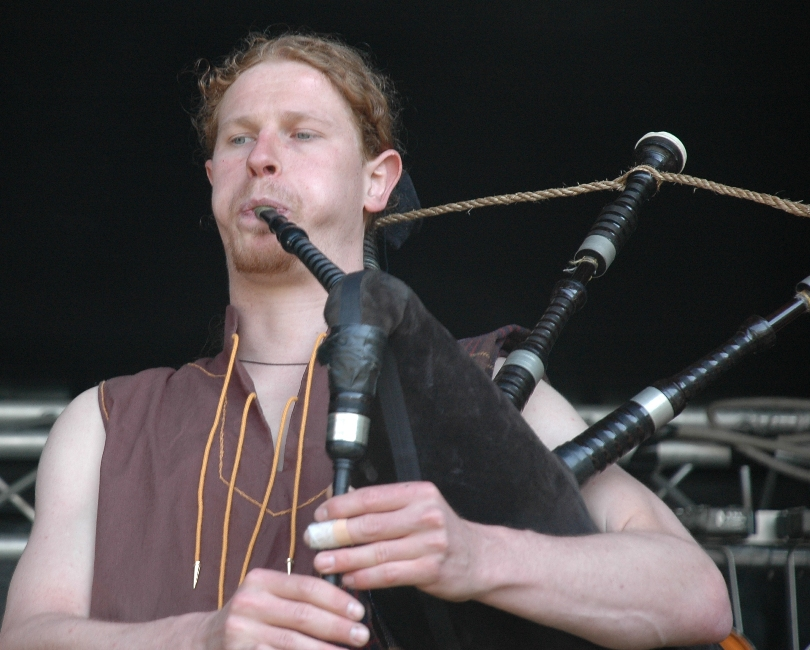
David
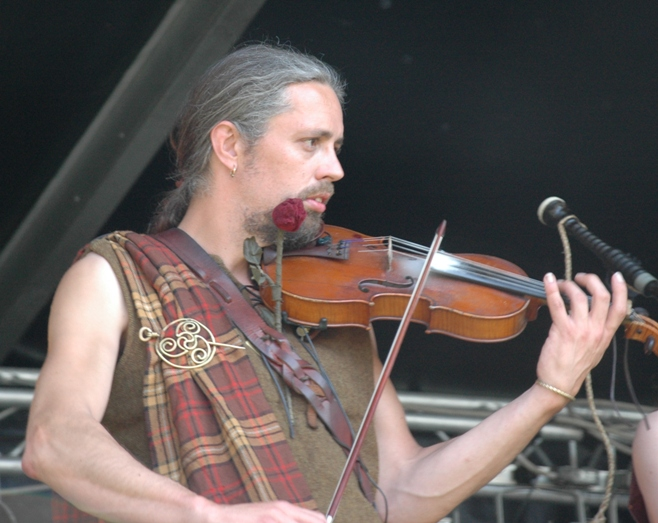
Dieb
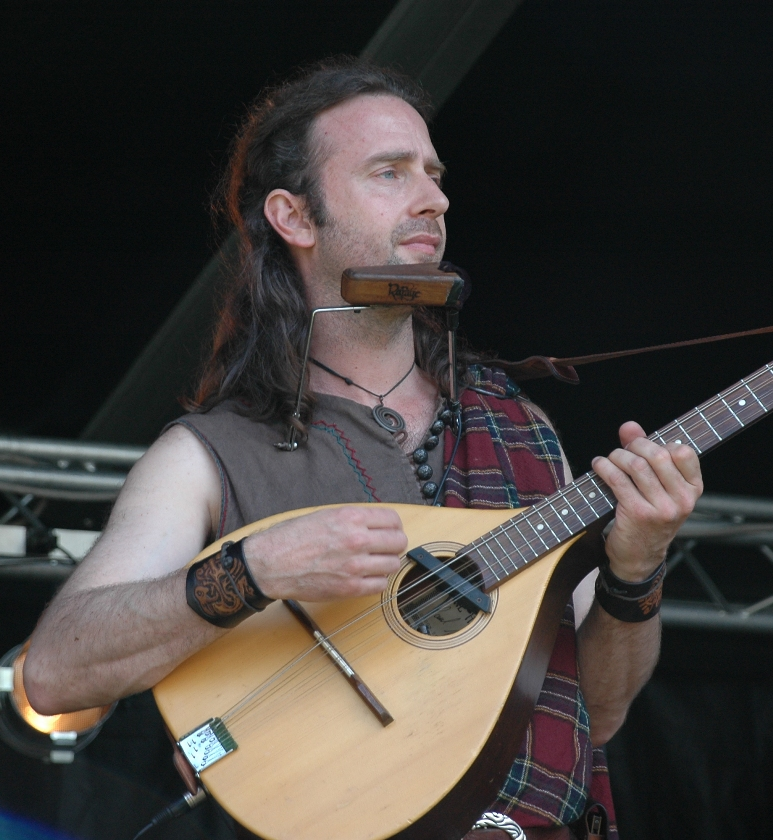
Maceál
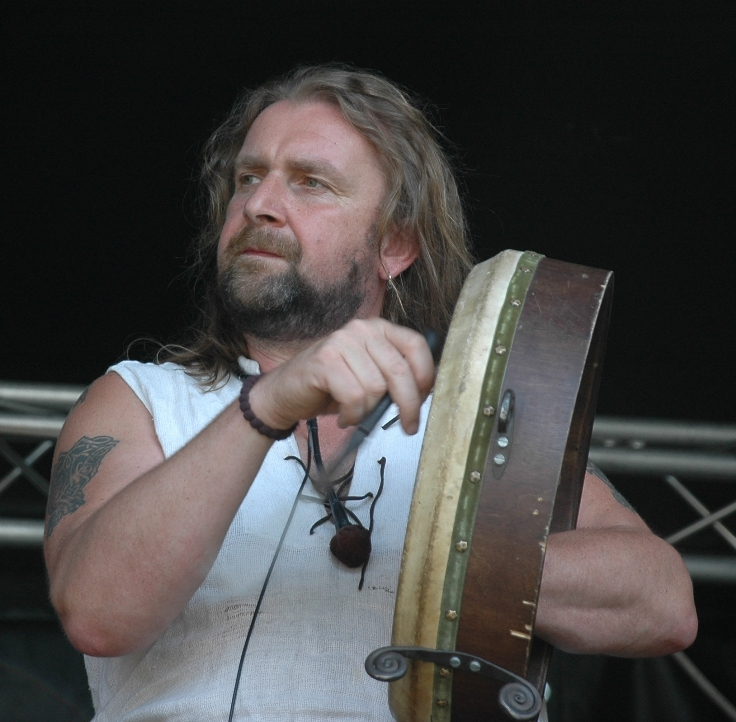
William

## Diskografie
- Celts in Kilts (1997)
- Into Folk (1998)
- Rakish Paddy (1999)
- Wack fol the Daddy-o (2000)
- Alesia (2001)

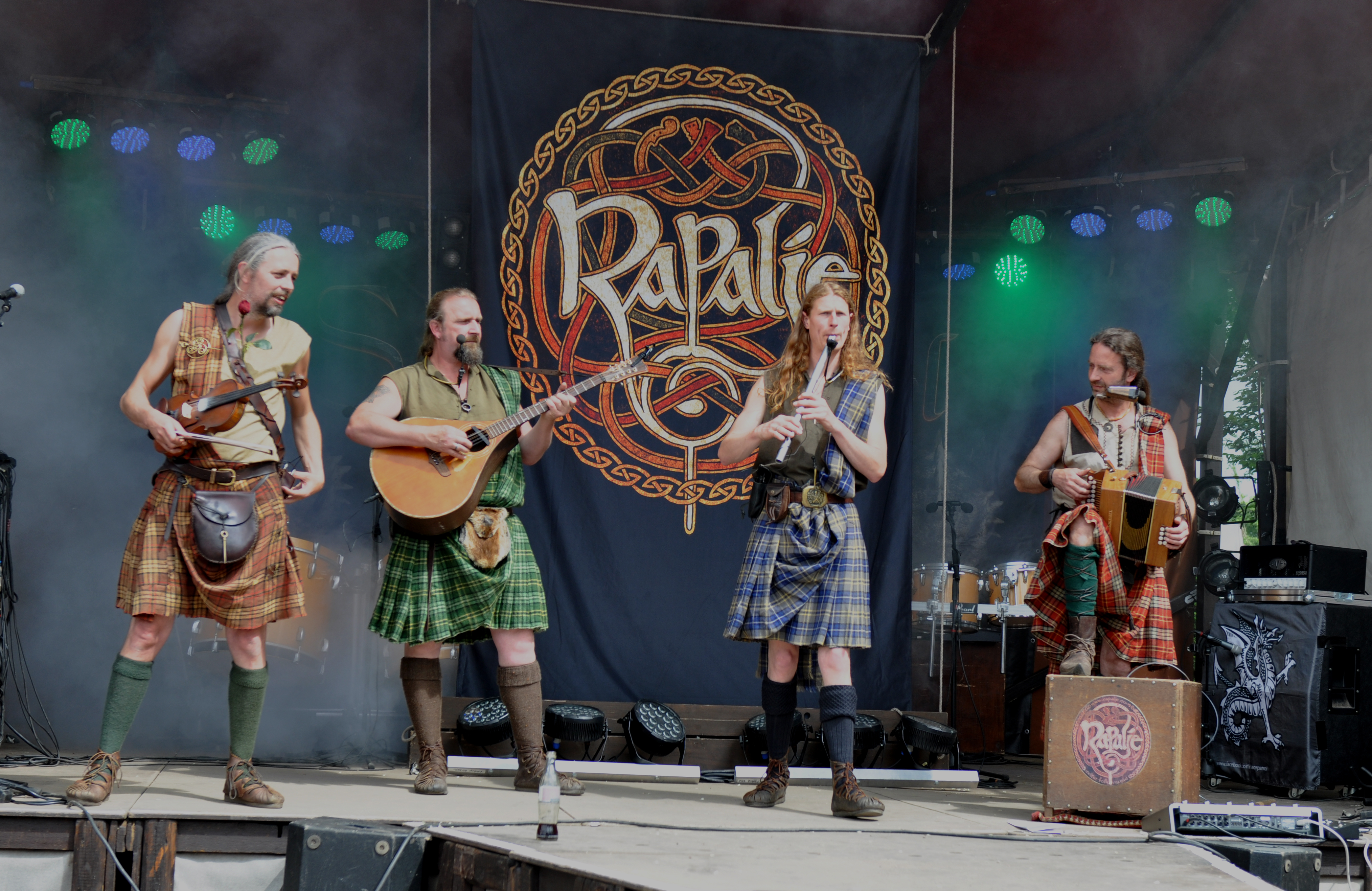
Rapalje beim MPS in Wassenberg 2014

- Rakish Paddies (2003) (3-CD-Box, bestehend aus Celts in Kilts, Rakish Paddy und Wack fol the Daddy-o)
- ♠ [Spades] (2004)
- ♦ [Diamonds] (2004)
- Celtic Fire – Live-CD/DVD (2007)
- Double Live CD (2010)
- ♣ [Clubs] (2012)
- ♥ [Hearts] (2014)
- Scotland’s Story (2019)